# Gostosa-rcm
Gostosa-rcm foi um site pornográfico brasileiro que publicava imagens de pessoas famosas e personagens nus.

## Histórico
O gostosa-rcm foi criado por Rodrigo Coutinho Marques, estudante pernambucano de relações públicas. O site publicava imagens de pessoas e personagens famosos nus sem o devido direito autoral, e lucrava com anúncios.
Em abril de 2000, o site entrou em evidência por publicar uma montagem nua de Sandy, que tinha 17 anos na época. Na ocasião, a cantora havia sido eleita como uma das mulheres mais sensuais do mundo pela Vip, mas recusou-se a posar para a revista. Diversos artistas já haviam buscado a delegacia para impedir a distribuição irregular do material publicado.
O caso foi investigado pelo Setor de Investigação de Crimes de Alta Tecologia. Em 28 de abril, Coutinho foi identificado e foi aberto um inquérito por suspeita de difamação e violação do Estatuto da Criança e do Adolescente. Ele também foi processado pela editora Abril. Seu pai afirmou que ele não era responsável pelas imagens e que o site havia sido invadido por um hacker. Após seu indiciamento, o site saiu do ar, mas foi criado um novo domínio nos Estados Unidos em sua homenagem. No novo domínio, as montagens de Sandy e Angélica foram retiradas.

## Conteúdo
O site disponibilizava fotos nuas de famosas como Ana Paula Arósio, Luana Piovani, Carolina Dieckmann, Alessandra Negrini, Sônia Braga, Malu Mader, Giulia Gam, Lucélia Santos, Gabriela Duarte, Aldine Müller, Mayara Magri, Betty Goffman, Cláudia Raia,Gianne Albertoni, Suzana Alves, Joana Padro, Adriane Galisteu, Carla Perez, Scheila Mello, Sheila Carvalho, Roberta Close e Xuxa Meneghel. Ele também disponibilizava fotos nuas de atrizes estrangeiras, como Liv Tyler, Alicia Silverstone, Cameron Diaz, Gillian Anderson, Sharon Stone e Jodie Foster. Também havia montagens da Sandy, Thereza Collor, Fernando Henrique Cardoso e Angélica. Além disso, havia pornografia de personagens de desenhos animados como Scooby Doo, Os Flinstones, Os Jetsons, Tiny Toon Adventures, Os Simpsons, Pequena Sereia, A Bela e a Fera e Pocahontas.

As fotos foram coletadas de revistas como Playboy, Sexy, Trip e Ele & Ela, além de novelas e séries da Globo e da Rede Manchete como Labirinto, A Vida Como Ela É, Hilda Furacão, Engraçadinha e Xica da Silva. Além disso, havia entrevistas da Débora Rodrigues, Andrea Guerra e Mari Alexandre retiradas do Bate-Papo do UOL. Também houve imagens retiradas de filmes como The Crash, Beleza Roubada, Instinto Selvagem, Feliz Ano Velho, Bonitinha, mas Ordinária e Amor, Estranho Amor.